# Победа (термин)

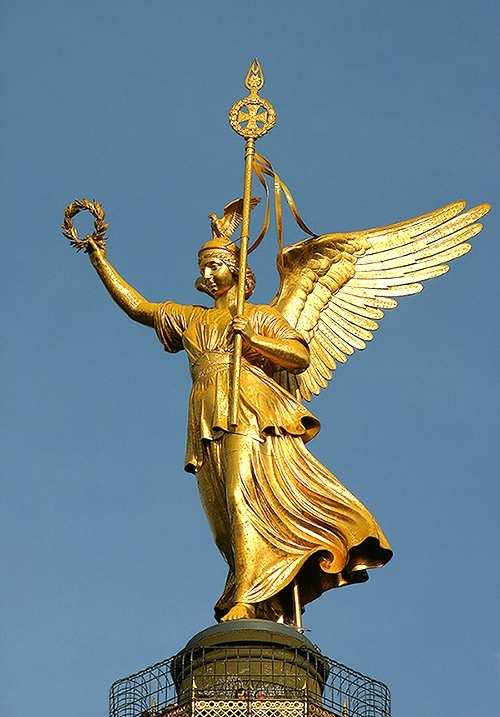
Богиня победы — Виктория

Победа (лат. victoria) — термин для обозначения успеха в любом соревновании (война, спорт, искусство и т.д.).
С точки зрения человеческих эмоций, победа сопровождает сильное чувство восторга, а в человеческом поведении часто демонстрируются движения и позы.
В мифологии победу часто обожествляют, например: в греческой это богиня Ника, в римской Виктория. Также встречаются варианты где герой-победитель вступает в бой с монстром, например: Георгий Победоносец, убивающий змея.

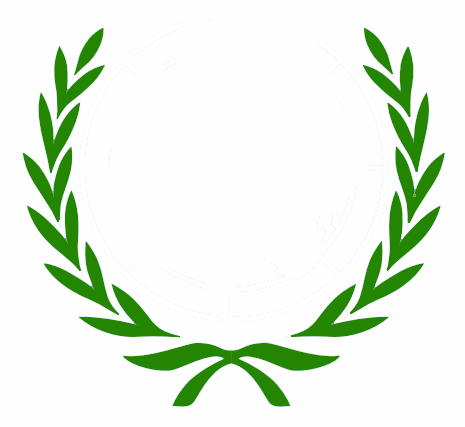
Лавровый венок

В античности символом победы был лавровый венок.

## Жест победы
Универсальным знаком для обозначении победы является «V» (указательным и средним пальцами) в двух форматах: ладонью наружу и ладонью внутрь.